# Картофель О’Брайен
Картофель О’Брайен (англ. Potatoes O'Brien) — это блюдо из жареного картофеля с красным и зелёным болгарским перцем и луком.
Происхождение блюда является спорным. Утверждается, что оно возникло в начале 1900-х годов в бостонском ресторане Jerome’s, или в манхэттенском ресторане Jack’s, в тот же период.
Возможно, Картофель О’Брайен был назван в честь Уильяма Смита О’Брайена (1803—1864), который возглавил ирландское восстание после Великого голода в Ирландии.

## Вариации
Вариант картофеля О’Брайен включает в блюдо бекон.
Картофель О’Брайен можно приправить разными способами, чёрным перцем, паприкой, солью и чесночным порошком.